# Zenica-Doboj
Zenica-Doboj is een van de tien kantons van de Federatie van Bosnië en Herzegovina in Bosnië en Herzegovina. Het kanton is gelegen in het midden van het land. Het is genoemd naar het bestuurscentrum Zenica en de stad Doboj, waarbij opgemerkt moet worden dat die laatste grotendeels buiten het kanton ligt, in de regio Doboj van de Servische Republiek. Slechts Doboj Jug (Doboj-Zuid) ligt in Zenica-Doboj.
Het merendeel van de bevolking van Zenica-Doboj is Bosniak (83,6%), met belangrijke minderheden van Kroaten (13%) en Serviërs (2,5%). Het kanton is ingedeeld in de volgende twaalf gemeenten: Breza, Doboj Jug, Kakanj, Maglaj, Olovo, Tešanj, Usora, Vareš, Visoko, Zavidovići, Zenica en Žepče.